# Diócesis de Santo Tomé
La diócesis de Santo Tomé (en latín: Dioecesis Sancti Thomae in Argentina) es una circunscripción eclesiástica de la Iglesia católica en Argentina. Se trata de una diócesis latina, sufragánea de la arquidiócesis de Corrientes. Desde el 16 de diciembre de 2016 su obispo es Gustavo Alejandro Montini.

## Territorio y organización

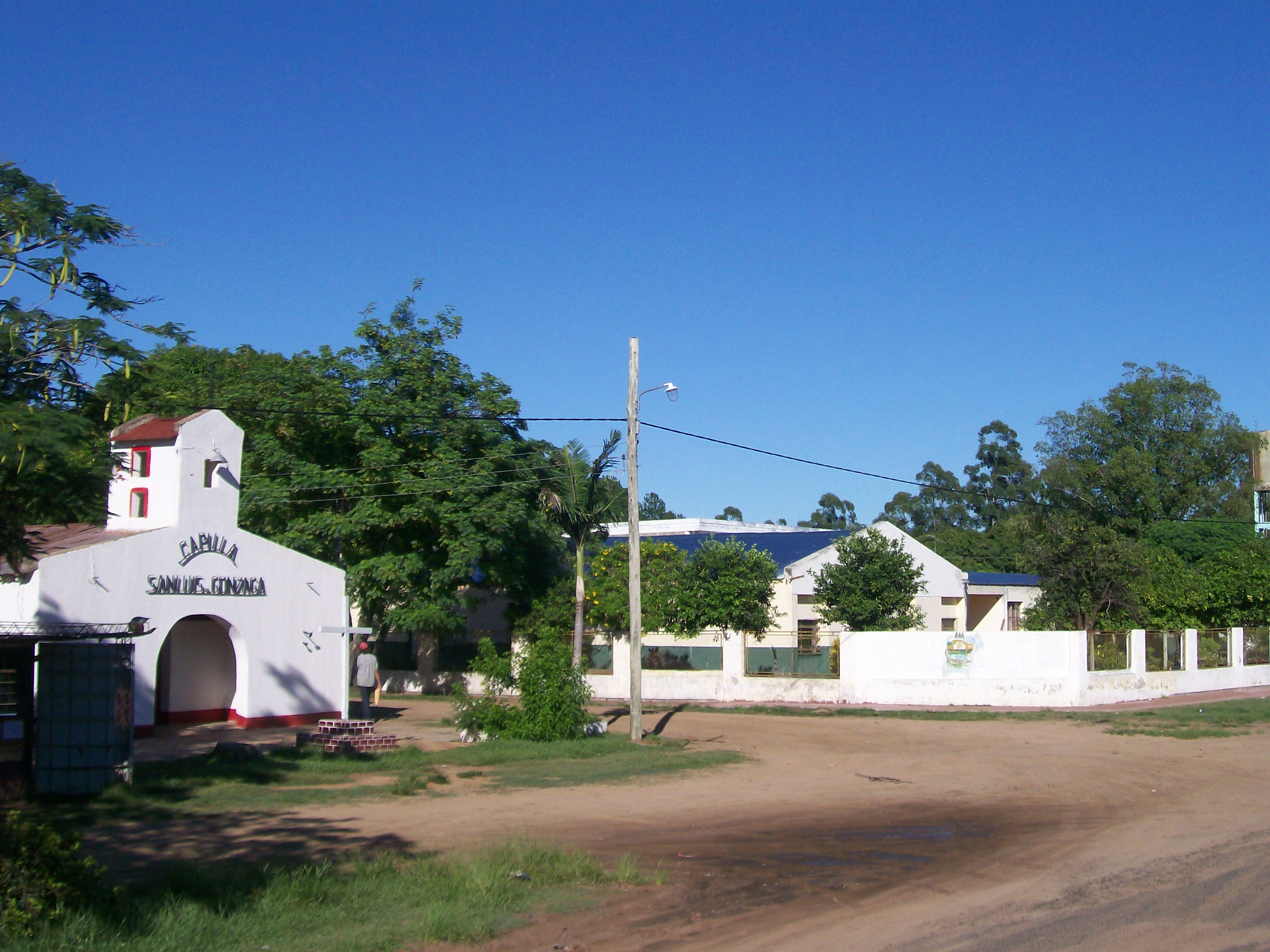
Capilla de Villa Olivari

La diócesis tiene 18 658 km² y extiende su jurisdicción sobre los fieles católicos de rito latino residentes en la provincia de Corrientes en los departamentos de: General Alvear, Ituzaingó, Paso de los Libres, San Martín y Santo Tomé.

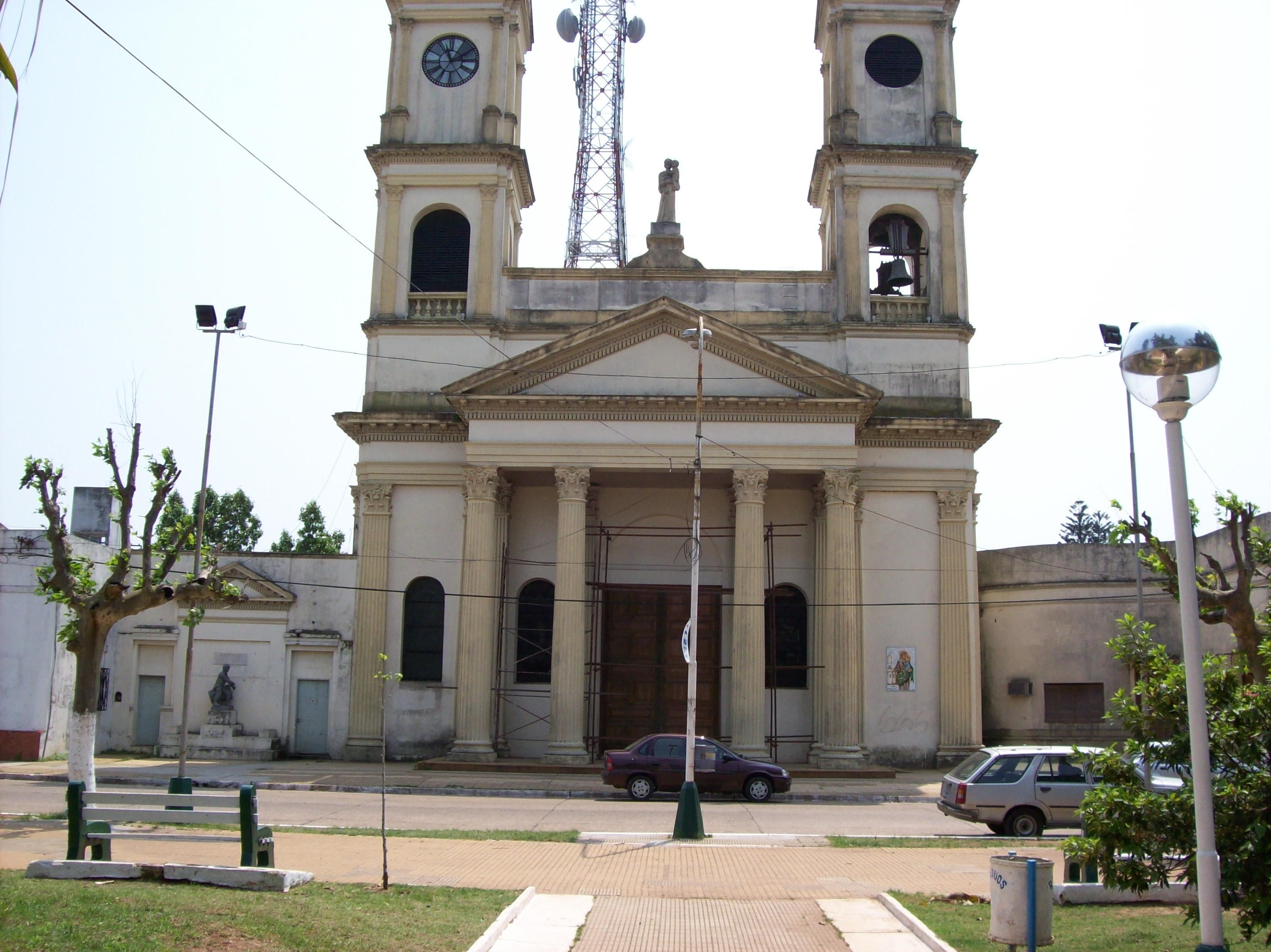
Iglesia San José, en Paso de los Libres

La sede de la diócesis se encuentra en la ciudad de Santo Tomé, en donde se halla la Catedral de la Inmaculada Concepción.
En 2020 en la diócesis existían 12 parroquias.

## Historia
La diócesis fue erigida el 3 de julio de 1979 con la bula Romani est Pontificis del papa Juan Pablo II, obteniendo el territorio de la arquidiócesis de Corrientes y de la diócesis de Goya.
El 6 de junio de 1981, con la carta apostólica Gratum fuit, el papa Juan Pablo II confirmó a la Santísima Virgen María, venerada con el título de Nuestra Señora de Itatí, como patrona principal de la diócesis, y como patrono secundario de santo Tomás Apóstol.

## Estadísticas
Según el Anuario Pontificio 2021 la diócesis tenía a fines de 2020 un total de 192 039 fieles bautizados.
| Año                                                                             | Población            | Población | Población      | Sacerdotes | Sacerdotes    | Sacerdotes    | Bautizados por sacerdote | Diáconos permanentes | Religiosos | Religiosos | Parroquias |
| Año                                                                             | Bautizados católicos | Total     | % de católicos | Total      | Clero secular | Clero regular | Bautizados por sacerdote | Diáconos permanentes | Varones    | Mujeres    | Parroquias |
| ------------------------------------------------------------------------------- | -------------------- | --------- | -------------- | ---------- | ------------- | ------------- | ------------------------ | -------------------- | ---------- | ---------- | ---------- |
| 1980                                                                            | 131 000              | 146 565   | 89.4           | 10         | 6             | 4             | 13 100                   |                      | 6          | 5          | 4          |
| 1990                                                                            | 114 800              | 118 000   | 97.3           | 15         | 14            | 1             | 7653                     |                      | 1          | 23         | 10         |
| 1999                                                                            | 127 000              | 135 000   | 94.1           | 17         | 17            |               | 7470                     |                      |            | 19         | 10         |
| 2000                                                                            | 123 300              | 132 000   | 93.4           | 13         | 13            |               | 9484                     |                      |            | 19         | 10         |
| 2001                                                                            | 123 520              | 132 220   | 93.4           | 17         | 17            |               | 7265                     |                      |            | 19         | 10         |
| 2002                                                                            | 143 552              | 159 502   | 90.0           | 18         | 18            |               | 7975                     |                      |            | 24         | 10         |
| 2003                                                                            | 138 429              | 153 809   | 90.0           | 17         | 17            |               | 8142                     |                      |            | 28         | 10         |
| 2004                                                                            | 140 499              | 156 109   | 90.0           | 19         | 19            |               | 7394                     |                      |            | 33         | 11         |
| 2010                                                                            | 150 000              | 165 000   | 90.9           | 21         | 21            |               | 7142                     |                      |            | 19         | 13         |
| 2014                                                                            | 166 220              | 184 689   | 90.0           | 18         | 18            |               | 9234                     |                      |            | 16         | 13         |
| 2017                                                                            | 188 743              | 209 714   | 90.0           | 19         | 19            |               | 9933                     | 1                    |            | 15         | 13         |
| 2020                                                                            | 192 039              | 213 377   | 90.0           | 17         | 17            |               | 11 296                   | 2                    |            | 14         | 12         |
| Fuente: Catholic-Hierarchy, que a su vez toma los datos del Anuario Pontificio. |                      |           |                |            |               |               |                          |                      |            |            |            |

## Episcopologio
- Carlos Esteban Cremata † (3 de julio de 1979-2 de marzo de 1985 falleció)
- Alfonso Delgado Evers (20 de marzo de 1986-25 de febrero de 1994 nombrado obispo de Posadas)
- Francisco Polti Santillán (13 de julio de 1994-17 de mayo de 2006 nombrado obispo de Santiago del Estero)
- Hugo Norberto Santiago (5 de diciembre de 2006-21 de septiembre de 2016 nombrado obispo de San Nicolás de los Arroyos)
- Gustavo Alejandro Montini, desde el 16 de diciembre de 2016